# Lonsdale Road
Lonsdale Road est une rue résidentielle de Summertown, au nord d'Oxford, en Angleterre. 
La rue relie Banbury Road (en) à l'ouest et la rivière Cherwell à l'est. Au sud se trouve la Summer Fields School (en), une école préparatoire privée. L'église paroissiale St Michael and All Angels se trouve au nord de Lonsdale Road, près de l'extrémité de Banbury Road. 
Lonsdale Road doit son nom au comte de Lonsdale. Elle a été dénommée en 1905, bien que les premières maisons y aient été érigées à partir de 1902.
La rue est célèbre car de nombreux résidents notables, en particulier des scientifiques, dont deux lauréats du prix Nobel, Abdus Salam  et Niko Tinbergen, y vivent ou y ont vécus.